# Gultrådsskinn
Gultrådsskinn (Piloderma bicolor) är en svampart som först beskrevs av Peck, och fick sitt nu gällande namn av Jülich 1969. Piloderma bicolor ingår i släktet Piloderma och familjen Atheliaceae.   Inga underarter finns listade i Catalogue of Life.
I den svenska databasen Dyntaxa används istället namnet Piloderma fallax för samma taxon.  Arten är reproducerande i Sverige.